# Barre inscrite
Cette page contient des caractères spéciaux ou non latins. S’ils s’affichent mal (▯, ?, etc.), consultez la page d’aide Unicode.
La barre inscrite est un signe diacritique qui peut être utilisé sur certaines lettres des alphabets latin et cyrillique, et aussi arabe. Elle peut être oblique ou horizontale.

## Lettres
En fait plusieurs diacritiques se combinent avec des caractères cyrilliques ou latins pour former des caractères avec une « barre inscrite », fonction de la forme de la barre en question on rencontre :
- ɵ : barre  horizontale inscrite (barré, barré obliquement, agrafé) ;
  - diacritique barre courte couvrante (U+0335)[1] ;
  - diacritique barre longue couvrante (U+0336) ;
- ø : barre oblique inscrite (U+002F) (barré obliquement, diagonalement) ;
  - diacritique  barre oblique courte couvrante (cotice diminuée couvrante U+0337) ;
  - diacritique barre oblique longue couvrante (cotice couvrante U+0338) ;
- ◌⃫ : double barre oblique;
- ◌⃥ : contre-barre oblique.

On peut aussi considérer d’autres diacritiques comme des variations de la barre inscrite :
- ɬ : sangle inscrite ;
- ɫ : tilde inscrit, tilde médian  (diacritique tilde couvrant U+0334) (api, vélarisation ou pharyngalisation).

| Capitale | Minuscule | Description                                | Usage                                                                                       |
| -------- | --------- | ------------------------------------------ | ------------------------------------------------------------------------------------------- |
| Ⱥ        | ⱥ         | A barré                                    | Saanich                                                                                     |
| Ꜻ        | ꜻ         | Av barré                                   | Langues nordiques médiévales                                                                |
| Ƀ        | ƀ         | B barré                                    | Jaraï, katu, vieux saxon                                                                    |
| B        | b         | B barré dans la panse                      | Emberá darién, pilagá                                                                       |
| ᴃ        | ᴃ         | Petite capitale B barré                    |                                                                                             |
| Ȼ        | ȼ         | C barré                                    | Saanich                                                                                     |
| Ꞓ        | ꞓ         | C rayé                                     | Symbole du Cambrien, ancienne lettre nanaï                                                  |
| Đ        | đ         | D barré                                    | Croate, same, serbe, vietnamien                                                             |
| Ð        | ð         | Edh, Ed (islandais)                        | Anglo-saxon, moyen anglais, langues scandinaves médiévales, islandais moderne               |
| ᴆ        | ᴆ         | Petite capitale edh                        | Alphabet phonétique des langues ouraliennes                                                 |
| Ɖ        | ɖ         | D hameçon, D africain                      | Alphabet pan-nigérian, API                                                                  |
| Ꟈ        | ꟈ         | D barré à travers la panse                 | Cubeo, daasanach, emberá darién, gaulois, moro                                              |
| ᴅ        | ᴅ         | Petite capitale D barré                    | Alphabet phonétique des langues ouraliennes                                                 |
| Ɇ        | ɇ         | E barré                                    | Tepehuan du Sud-Est                                                                         |
| Ǥ        | ǥ         | G barré                                    | Kadiwéu, same de Skolt                                                                      |
| Ꞡ        | ꞡ         | G barré obliquement                        | Letton (avant 1921)                                                                         |
| Ħ        | ħ         | H barré                                    | Maltais                                                                                     |
| Ɨ        | ɨ         | I barré                                    | Quelques alphabets africains et amérindiens (ex: wayãpi), API                               |
| I̸        | i̸         | I barré diagonalement                      | Tlahuica                                                                                    |
| ᵻ        | ᵻ         | Petite capitale I barré                    |                                                                                             |
|          | ᵼ         | Iota barré                                 |                                                                                             |
| Ɉ        | ɉ         | J barré                                    | Arhuaco                                                                                     |
|          | ɟ         | J sans point barré                         |                                                                                             |
|          | ʄ         | J sans point barré crosse                  |                                                                                             |
| Ꝁ        | ꝁ         | K barré                                    | Abréviation latine ou en vieux norrois                                                      |
| Ꝃ        | ꝃ         | K barré diagonalement                      | Abréviation médiévale, breton                                                               |
| Ꝅ        | ꝅ         | K barré avec barre diagonale               | Abréviation médiévale                                                                       |
| Ꞣ        | ꞣ         | K barré obliquement                        | Letton (avant 1921)                                                                         |
| Ł        | ł         | L barré                                    | Kachoube, navajo, polonais, sorabe, vénitien                                                |
| Ƚ        | ƚ         | L rayé                                     | Saanich                                                                                     |
| Ⱡ        | ⱡ         | L à double barre                           | Nii                                                                                         |
| Ꝉ        | ꝉ         | L à trait élevé                            | Abréviation médiévale (en latin, irlandais ou norrois)                                      |
| ᴌ        | ᴌ         | petite capitale L barré                    | Alphabet phonétique des langues ouraliennes                                                 |
|          | ƛ         | Lambda barré                               | Klallam, notation phonétique américaniste                                                   |
| Ꞥ        | ꞥ         | N barré obliquement                        | Letton (avant 1921)                                                                         |
| Ɵ        | ɵ         | O tilde médiant, O barré                   | Quelques alphabets africains, tatar (sous script latin)                                     |
| Ø        | ø         | O barré obliquement, O barré diagonalement | API, danois                                                                                 |
| Ꝋ        | ꝋ         | O longue barre                             | Abréviation médiévale                                                                       |
|          | ᴓ         | O barré couché                             | Alphabet phonétique des langues ouraliennes                                                 |
| Ᵽ        | ᵽ         | P barré                                    | Notation phonétique américaniste, tanimuca-Retuarã                                          |
| Ꝑ        | ꝑ         | P barré à travers la descendante           | Abréviation médiévale latine                                                                |
| Ꝗ        | ꝗ         | Q barré à travers la descendante           | Abréviation médiévale latine                                                                |
| Ꝙ        | ꝙ         | Q à barre diagonale                        | Abréviation médiévale en latin, en portugais                                                |
| Ɍ        | ɍ         | R barré                                    |                                                                                             |
| Ꞧ        | ꞧ         | R barré obliquement                        | Letton (avant 1921)                                                                         |
| Ꟊ        | ꟊ         | S barré                                    | Gaulois, latin                                                                              |
| Ꞩ        | ꞩ         | S barré obliquement                        | Letton (avant 1921), bas-sorabe (avant 1950)                                                |
| S̸        | s̸         | S barré diagonalement                      | Luiseño                                                                                     |
|          | ẜ         | S long barré obliquement                   | Abréviation médiévale (latin et portugais) ; letton (avant 1921) et bas-sorabe (avant 1950) |
|          | ẝ         | S long barre haute                         | Norrois                                                                                     |
| Ŧ        | ŧ         | T barré                                    | Same, balante                                                                               |
| Ⱦ        | ⱦ         | T barré diagonalement                      | Saanich                                                                                     |
|          | ᵺ         | Th barré diagonalement                     | Saanich                                                                                     |
| Ʉ        | ʉ         | U barré                                    | API, langues amérindiennes, langues africaines                                              |
| ᵾ        | ᵾ         | Petite capitale U barré                    |                                                                                             |
|          | ᵿ         | Upsilon barré                              | Symbole phonétique américaniste et dans le dictionnaire Oxford                              |
| V        | v         | V barré                                    | Moyen danois                                                                                |
| W        | w         | W barré                                    | Smybole phonétique                                                                          |
| Ӿ        | ӿ         | X barré                                    | Ancienne orthographe avare                                                                  |
| Ꝟ        | ꝟ         | V à barre diagonale                        | Abréviation médiévale en latin, en portugais                                                |
| Ɏ        | ɏ         | Y barré                                    | Lubuagan kalinga                                                                            |
| Ƶ        | ƶ         | Z barré                                    | Quelques langues turques, sigle informel du zaïre, variante pour le ż polonais              |
| ǂ        | ǂ         | Clic alvéolaire                            | API                                                                                         |
| ƻ        | ƻ         | 2 barré                                    | API (obsolète)                                                                              |
| Ꝥ        | ꝥ         | thorn barré à travers l’ascendante         | Abréviation scribale (utilisée en vieil anglais et vieux norrois)                           |
| Ꝧ        | ꝧ         | thorn barré à travers la descendante       | Abréviation scribale (utilisée en vieil anglais et vieux norrois)                           |
|          | ƻ         | deux barré                                 | Symbole phonétique                                                                          |

| Capitale | Minuscule | Description                  | Usage          |
| -------- | --------- | ---------------------------- | -------------- |
| Ғ        | ғ         | Ghé barré                    | Azéri, bachkir |
| Ӻ        | ӻ         | Gué barré crochet            |                |
| Ҝ        | ҝ         | Ka barre verticale           | Azéri          |
| Ҟ        | ҟ         | Ka barré                     | Abkhaze        |
| Ӿ        | ӿ         | Kha barré                    |                |
| Ө        | ө         | O barré                      |                |
| Ӫ        | ӫ         | O barré tréma                |                |
| Ҏ        | ҏ         | Erre agrafé (barré)          | Same de Kildin |
| Ҹ        | ҹ         | Tché barre verticale (barré) | Azéri          |
| Ұ        | ұ         | Ou droit barré               | Azéri, bachkir |
| Ҍ        | ҍ         | Signe semi-mou               | Same de Kildin |

| Lettre | Description            | Usage                       |
| ------ | ---------------------- | --------------------------- |
| ݪ      | Lam barré              | Marwari, kohistani de Kalam |
| ݛ      | Ra' barré              | Kanuri                      |
| ۅ      | Waw barré, eu kirghize | Kirghize                    |

Remarques : 
- une case vide indique que la casse correspondante de la lettre n'existe pas ;
- une case s'étendant sur deux colonnes indique que la lettre ne possède pas de casse (petite capitale) ;
- certaines graphies présentent des formes capitales et minuscules dissemblables (par exemple le D hameçon Ɖ possède une graphie minuscule ɖ qui n'est pas barrée) ;
- certains symboles sont utilisés par l'alphabet phonétique international (API) : il ne s'agit dans ce cas que des formes minuscules (qui peuvent d'ailleurs ne pas être barrées).